# Teloganopsis puigae
Teloganopsis puigae is een haft uit de familie Ephemerellidae. De wetenschappelijke naam van de soort is voor het eerst geldig gepubliceerd in 2009 door Ubero-Pascal & Sartori.
De soort komt voor in het Oriëntaals gebied.